# Фермана (графство)
Фермана (англ. Fermanagh, ірл. Fear Manach) — графство на півночі Ірландії.

## Адміністративний поділ
Входить до складу провінції Ольстер на території Північної Ірландії. Столиця — Енніскіллєн.